# Liste bedeutender Fotografen
Diese Aufzählung ist eine Liste von historisch bedeutenden, international bekannten oder in ihrem Fachgebiet herausragenden Fotografen.
Abkürzungen:
- AL = Albanien
- AT = Österreich
- AU = Australien
- BE = Belgien
- BR = Brasilien
- CA = Kanada
- CH = Schweiz
- CI = Elfenbeinküste
- CS = Tschechoslowakei
- CU = Kuba
- CZ = Tschechien
- DE = Deutschland
- DK = Dänemark
- EG = Ägypten
- ES = Spanien
- FR = Frankreich
- GH = Ghana
- HU = Ungarn
- IE = Irland
- IL = Israel
- IN = Indien
- IR= Iran
- IS = Island
- IT = Italien
- JP = Japan
- LT = Litauen
- MC = Monaco
- ML = Mali
- MX = Mexiko
- NL = Niederlande
- NO = Norwegen
- PR = Puerto Rico
- PS = Palästina
- PT = Portugal
- RU = Russland
- SE = Schweden
- SG = Singapur
- TR = Türkei
- UA = Ukraine
- UK = Vereinigtes Königreich
- US = Vereinigte Staaten
- VN = Vietnam
- ZA = Südafrika

## A
- Slim Aarons (1916–2006, US)
- Abbas (1944–2018, IR/FR)
- James Abbe (1883–1973, US)
- Berenice Abbott (1898–1991, US)
- Ansel Adams (1902–1984, US)
- Robert Adams (* 1937, US)
- Robert Adamson (1821–1848, UK)
- Philip Kwame Apagya (* 1958, GH)
- Joseph Albert (1825–1886, DE)
- Gebrüder Alinari (1850er–1920, IT)
- Paul Almásy (1906–2003, HU/FR)
- Max Alpert (1899–1980, RU)
- Lola Álvarez Bravo (1907–1993, MX)
- Manuel Álvarez Bravo (1902–2002, MX)
- Christian von Alvensleben (* 1941, DE)
- Dirk Alvermann (1937–2013, DE)
- Friedel Ammann (* 1959, CH)
- Emanuel Ammon (* 1950, CH)
- James Anderson (1813–1877, UK/IT)
- Ludwig Angerer (1827–1879, AT)
- Ottomar Anschütz (1846–1907, DE)
- Nobuyoshi Araki (* 1940, JP)
- Diane Arbus (1923–1971, US)
- Frederick Scott Archer (1815–1857, UK)
- Eve Arnold (1912–2012, US)
- Ursula Arnold (1929–2012, DE)
- Yann Arthus-Bertrand (* 1946, FR)
- Eugène Atget (1857–1927, FR)
- Anna Atkins (1799–1871, UK)
- Ellen Auerbach (1906–2004, DE/US)
- Lala Aufsberg (1907–1976, DE)
- Cornélius Yao Azaglo Augustt (1924–2001, CI)
- Richard Avedon (1923–2004, US)
- Sid Avery (1918–2002, US)
- Ragnar Axelsson (* 1958, IS)
- Anthony Aziz (1961, US)

## B
- David Bailey (* 1938, UK)
- Édouard Baldus (1813–1889, DE/FR)
- Roger Ballen (* 1950, ZA)
- Walter Ballhause (1911–1991, DE)
- Lewis Baltz (1945–2014, US)
- Tina Bara (* 1962, DE)
- Micha Bar-Am (* 1930, DE/IL)
- Bruno Barbey (1941–2020, FR)
- Tina Barney (* 1945, US)
- Kate Barry (1967–2013, UK/FR)
- Peter Basch (1921–2004, AT/US)
- Gabriele Basilico (1944–2013, IT)
- Lillian Bassman (1917–2012, US)
- Letizia Battaglia (1935–2022, IT)
- Eugen Batz (1905–1986, DE)
- Wilfried Bauer (1944–2005, DE)
- Ernst Baumann (1906–1985, DE)
- Manfred Baumann (* 1968, AT)
- Max Baur (1898–1988, DE)
- Hippolyte Bayard (1801–1887, FR)
- Herbert Bayer (1900–1985, AT/US)
- Peter Beard (1938–2020, US)
- Felice Beato (1832–1909, IT)
- Cecil Beaton (1904–1980, UK)
- Bernd und Hilla Becher (1931–2007/1934–2015, DE)
- Lukas Beck (* 1967, AT)
- Krista Beinstein (* 1955, DE)
- Carl Bellingrodt (1897–1971, DE)
- Hans Bellmer (1902–1975, DE)
- Ernest J. Bellocq  (1873–1949, US)
- Jonas Bendiksen (* 1977, NO)
- Walter Benigni (1934–2019, AT)
- Joshua Benoliel (1873–1932, PT)
- Walther Benser (1912–2002, DE)
- Gianni Berengo Gardin (1930–2025, IT)
- George Charles Beresford (1864–1938, UK)
- Henning von Berg (* 1961, DE)
- Sibylle Bergemann (1941–2010, DE)
- Hans Georg Berger (* 1951, DE)
- Peter Berlin (* 1942, DE/US)
- Ruth Bernhard (1905–2006, DE/US)
- Lou Bernstein (1911–2005, US)
- Ian Berry (* 1934, UK)
- Barbara Metselaar Berthold (1951–2024, DE)
- Éva Besnyő (1910–2003, HU/NL)
- Peter Bialobrzeski (* 1961, DE)
- Jodi Bieber (* 1966, ZA)
- Aenne Biermann (1898–1933, DE)
- Thomas Billhardt (1937–2025, DE)
- Richard Billingham (* 1970, UK)
- Ilse Bing (1899–1998, DE/US)
- Hermann Biow (1804–1850, DE)
- Werner Bischof (1916–1954, CH)
- Gebrüder Bisson (1814–1876/1826–1900, FR)
- Andreas H. Bitesnich (* 1964, AT)
- Karl Blossfeldt (1865–1932, DE)
- Dieter Blum (* 1936, DE)
- Anna und Bernhard Blume (1937–2020/1937–2011, DE)
- Erwin Blumenfeld (1897–1969, DE/US)
- Oliver Boberg (* 1965, DE)
- Henze Boekhout (* 1947, NL)
- Fred Boissonnas (1858–1946, CH)
- Christian Boltanski (1944–2021, FR)
- Peter C. Borsari (1938–2006, CH/US)
- Jenny Bossard-Biow (1813–nach 1858, DE)
- Walter Bosshard (1892–1975, CH)
- Édouard Boubat (1923–1999, FR)
- Pierre Boucher (1908–2000, FR)
- Margaret Bourke-White (1904–1971, US)
- Samuel Bourne (1834–1912, UK)
- Mathew B. Brady (1822–1896, US)
- Anton Giulio Bragaglia (1890–1960, IT)
- Arturo Bragaglia (1893–1962, IT)
- Friedrich Brandseph (1826–1915, DE)
- Bill Brandt (1904–1983, DE/UK)
- Brassaï (1899–1984, HU/FR)
- Helga von Brauchitsch (1936–2023, DE)
- Victor von Brauchitsch (* 1940, DE)
- Adolphe Braun (1812–1877, FR)
- Peter Braunholz (* 1963, DE)
- Josef Breitenbach (1896–1984, DE/US)
- Marianne Breslauer (1909–2001, DE/CH)
- Anne Brigman (1869–1950, GB)
- Fritz Brill (1904–1997, DE)
- Alexei Brodowitsch (1898–1971, US)
- Joachim Brohm (* 1955, DE)
- Jens Brüggemann (* 1968, DE)
- Serge Brunier (* 1958, FR)
- Ernst Brunner (1901–1979, CH)
- Hartmut Bühler (* 1955, DE)
- Wilhelm Burger (1844–1920, AT)
- Victor Burgin (* 1941, US)
- René Burri (1933–2014, CH)
- Larry Burrows (1926–1971, UK)
- Edward Burtynsky (* 1955, US)

## C
- Claude Cahun (1894–1954, FR)
- Harry Callahan (1912–1999, US)
- Sophie Calle (* 1953, FR)
- Julia Margaret Cameron (1815–1879, UK)
- Cornell Capa (1918–2008, US)
- Robert Capa (1913–1954, FR/US)
- Boris Carmi (1914–2002, IL)
- Ilario Carposio (1852–1921, IT)
- Lewis Carroll (1832–1898, UK)
- Kevin Carter (1960–1994, ZA)
- Henri Cartier-Bresson (1908–2004, FR)
- Toni Catany (1942–2013, ES)
- Jewgeni Chaldej (1917–1997, RU)
- Chargesheimer  (1924–1971/72, DE)
- Chim (1911–1956, FR/US)
- Heinz Cibulka (* 1943, AT)
- Sabiha Çimen (* 1986, TR)
- Hermann Claasen (1899–1987, DE)
- Larry Clark (* 1943, US)
- Bob Carlos Clarke (1950–2006, UK)
- Rosemarie Clausen (1907–1990, DE)
- William Claxton (1927–2008, US)
- Gaëtan Gatian de Clérambault (1872–1934, FR)
- Lucien Clergue (1934–2014, FR)
- Alvin Langdon Coburn (1882–1966, US)
- Clifford Coffin (1913–1972, US)
- Colita (1940–2023, ES)
- Joan Colom (1921– 2017, ES)
- Michel Comte (* 1954, CH/FR/US)
- Anton Corbijn (* 1955, NL/UK/US)
- Peter Cornelius (1913–1970, DE)
- John Cowan (1929–1979, UK)
- Gregory Crewdson (* 1962, US)
- Alfredo Cunha (* 1953, PT)
- Imogen Cunningham (1883–1976, US)
- Edward Curtis (1868–1952, US)

## D
- Louis Daguerre (1787–1851, FR)
- Louise Dahl-Wolfe (1895–1989, US)
- Dahmane (* 1959, FR)
- Walter Dahn (1954–2024, DE)
- Hans Danuser (1953–2024, CH)
- Nathalie Daoust (* 1977, CAN)
- Bruce Davidson (* 1933, US)
- Fred Holland Day (1864–1933, US)
- Carl De Keyzer (* 1958, BE)
- Augusto De Luca (* 1955, IT)
- Roy DeCarava (1919–2009, US)
- Luc Delahaye (* 1962, FR)
- Robert Demachy (1859–1936, FR)
- Thomas Demand (* 1964, DE)
- Patrick Demarchelier (1943–2022, FR)
- Raymond Depardon (* 1942, FR)
- Mary Devens (1857–1920, US)
- Ana Dias (* 1984, PT)
- Philip-Lorca diCorcia (* 1951, US)
- André de Diennes (1913–1985, US)
- Götz Diergarten (* 1972, DE)
- Rineke Dijkstra (* 1959, NL)
- André Adolphe-Eugène Disdéri (1819–1889, FR)
- Robert Doisneau (1912–1994, FR)
- Stefan Dokoupil (* 1970, AT)
- Pietro Donzelli (1915–1998, IT)
- Sante D’Orazio (* 1956, US)
- John William Draper (1811–1882, UK)
- Wilhelm Dreesen (1840–1926, DK/DE)
- Sepp Dreissinger (* 1946, AT)
- Walter Dreizner (1908–1996, DE)
- František Drtikol (1883–1961, CS)
- David Douglas Duncan (1916–2018, US)
- Willard Van Dyke (1906–1986, US)

## E
- Josef Maria Eder (1855–1944, DE)
- Harold Eugene Edgerton (1903–1990, US)
- William Eggleston (* 1939, US)
- Alfred Ehrhardt (1901–1984, DE)
- Alfred Eisenstaedt (1898–1995, DE/US)
- Ed van der Elsken (1925–1990, NL/FR)
- Peter Henry Emerson (1856–1936, UK)
- G. H. Emmerich (1870–1923, DE)
- Klaus Ender (1939–2021, DE)
- Siegfried Enkelmann (1905–1978, DE)
- Mitch Epstein (* 1952, US)
- Hugo Erfurth (1874–1948, DE)
- Elliott Erwitt (1928–2023, US)
- Joakim Eskildsen (* 1971, DK)
- Elger Esser (* 1967, DE)
- Peter Essick (* 1957?, US)
- Frank Eugene (1865–1936, US)
- Frederick H. Evans (1853–1943, UK)
- Walker Evans (1903–1975, US)

## F
- Horst Faas (1933–2012, DE)
- Nicolas Faure (1949, CH)
- Louis Faurer (1916–2001, US)
- Andreas Feininger (1906–1999, DE/US)
- Theodore Lux Feininger (1910–2011, DE/US)
- Barry Feinstein (1931–2011, US)
- Reinhard Feldrapp (* 1951, DE)
- Inge Feltrinelli (1930–2018, DE/IT)
- Angela Fensch (* 1952, DE)
- Roger Fenton (1819–1869, UK)
- Franz Fiedler (1885–1956, DE)
- Hans Finsler (1891–1972, CH)
- Arno Fischer (1927–2011, DE)
- Camillo Fischer (1920–2009, DE)
- Peter Fischli und David Weiss (* 1952/1946–2012, CH)
- Alain Fleischer (* 1944, FR)
- Trude Fleischmann (1895–1990, AT)
- Bettina Flitner (1961, DE)
- Thomas Florschuetz (* 1957, DE)
- Juan Fontcuberta (* 1955, ES)
- Günther Förg (1952–2013, DE)
- Abe Frajndlich (* 1946, US)
- Martine Franck (1938–2012, FR)
- Robert Frank (1924–2019, CH/US)
- Leonard Freed (1929–2006, US)
- Walter Frentz (1907–2004, DE)
- Gisèle Freund (1908–2000, DE/FR)
- Theo Frey (1908–1997, CH)
- Lee Friedlander (* 1934, US)
- Michael Friedel (* 1935, DE)
- Toni Frissell (1907–1988, US)
- Johanna-Maria Fritz (* 1994, DE)
- Jaromír Funke (1896–1945, CZ)
- Peter H. Fürst (1933–2018, DE)
- Ernst Fuhrmann (1886–1956, DE)
- Andreas Fux (* 1964, DE)

## G
- Cristina García Rodero (1949, ES)
- María Antonia García de la Vega (1956, ES)
- Flor Garduño (* 1957, MX)
- Pierre Gassmann (1913–2004, FR)
- Anne Geddes (* 1956, US)
- Andreas Gefeller (* 1970, DE)
- Leif Geiges (1915–1990, DE)
- André Gelpke (* 1947, DE)
- Arnold Genthe (1869–1942, US)
- Helmut Gernsheim (1913–1995, DE/UK)
- Georg Gerster (1928–2019, CH)
- Jochen Gerz (* 1940, DE)
- Mario Giacomelli (1925–2000, IT)
- Ralph Gibson (* 1939, US)
- Tim N. Gidal (1909–1996, DE/US/IL)
- Gilbert & George (* 1942, GB)
- Bruce Gilden (* 1946, US)
- Wilhelm von Gloeden (1856–1931, DE/IT)
- Rob Gnant (1932–2019, CH)
- David Goldblatt (1930–2018, ZA)
- Nan Goldin (* 1953, US)
- Michael von Graffenried (* 1957, DE)
- Paul Graham (* 1956, UK)
- Eberhard Grames (* 1953, DE)
- Christine de Grancy (1942–2025, AT)
- LeRoy Grannis (1917–2011, US)
- Milton Greene (1922–1985, US)
- Philip Jones Griffiths (1936–2008, UK)
- Arthur Grimm (1908–nach 1990, DE)
- René Groebli (* 1927, CH)
- Sid Grossman (1913–1955, US)
- Bedrich Grunzweig (1910–2009, US)
- Hervé Guibert (1955–1991, FR)
- Guido Guidi (* 1941, IT)
- Ara Güler (1928–2018, TR)
- F. C. Gundlach (1926–2021, DE)
- Ao Gunji (* 1970, JP)
- Andreas Gursky (* 1955, DE)
- Alberto Gutierrez (1928–2001, CU)
- Arvid Gutschow (1900–1984, DE)

## H
- Ernst Haas (1921–1986, AT/US)
- Robert Häusser (1924–2013, DE)
- Ilse Haider (* 1965, AT)
- Heinz Hajek-Halke (1898–1983, DE)
- Ruth Hallensleben (1898–1977, DE)
- Philippe Halsman (1906–1979, US)
- Horst Hamann (* 1958, DE/US)
- Hiroshi Hamaya (1915–1999, JP)
- David Hamilton (1933–2016, UK)
- Manfred Hamm  (1944, DE)
- Franz Hanfstaengl (1804–1877, DE)
- Erich Hartmann (1922–1999, US)
- Sam Haskins (1926–2009, ZA/UK/AU)
- Naoya Hatakeyama (* 1958, JP)
- Wilhelm Hauschild (1902–1983, DE)
- Heinrich Hauser (1901–1955, DE)
- Raoul Hausmann (1886–1971, DE/FR)
- Harald Hauswald (* 1954, DE)
- Josiah Johnson Hawes (1808–1901, US)
- John Heartfield (1891–1968, DE)
- Roswitha Hecke (* 1944, DE)
- Walter Hege (1893–1955, DE)
- Petter Hegre (* 1969, NO)
- Heinrich Heidersberger (1906–2006, DE)
- Eugen Heilig (1892–1975, DE)
- Ernst A. Heiniger (1909–1993, CH)
- Nanna Heitmann (* 1994, DE)
- Louis Held (1851–1927, DE)
- Gottfried Helnwein (* 1948, AT)
- Florence Henri (1893–1982, DE/FR)
- Ulrich Hensel (* 1946, DE)
- Lucien Hervé (1910–2007, FR)
- Andreas Herzau (1962–2024, DE)
- Udo Hesse (* 1955, DE)
- Olivia Heussler (* 1957, CH)
- Ueno Hikoma (1838–1904, JP)
- Hans Hildenbrand (1870–1957, DE)
- David Octavius Hill (1802–1870, UK)
- David Hilliard (1964, US)
- Jacob Hilsdorf (1872–1916, DE)
- Theodor Hilsdorf (1868–1944, DE)
- Tommy Hindley (1947–2013, UK)
- Lewis Hine (1874–1940, US)
- Volker Hinz (1947–2019, DE)
- Matthias Hoch (* 1958, DE)
- David Hockney (* 1937, US/UK)
- Candida Höfer (* 1944, DE)
- Evelyn Hofer (1922–2009, DE/MX/UK)
- Heinrich Hoffmann (1885–1957, DE)
- Konrad Hoffmeister (1926–2007, DE)
- Jacob Holdt (* 1947, DK/US)
- Thomas Höpker (1936–2024, DE/US)
- Emil Otto Hoppé (1878–1972)
- Horst P. Horst (1906–1999, US)
- Frank Horvat (1928–2020, IT/FR)
- Manfred Horvath (* 1962, AT)
- Eikō Hosoe (1933–2024, JP)
- George Hoyningen-Huene (1900–1968, FR/US)
- Franz Hubmann (1914–2007, AT)
- Hanns Hubmann (1910–1996, DE)
- Peter Hujar (1934–1987, US)
- Frank Hurley (1885–1962, AU)
- Walde Huth (1923–2011, DE)
- Axel Hütte (* 1951, DE)

## I
- Denis Ignatov (* 1988, RU/DE)
- Boris Ignatowitsch (1899–1976, RU)
- Yasuhiro Ishimoto (1921–2012, JP/US)
- Graciela Iturbide (* 1942, MX)
- Takeji Iwamiya (1920–1989, JP)
- Izis (1911–1980, LT/FR)

## J
- William Henry Jackson (1843–1942, US)
- Lotte Jacobi (1896–1990, DE/US)
- Max Jacoby (1919–2009, DE/AR)
- Hugo Jaeger (1900 – nach 1970, DE)
- Hugo Jaeggi (1936–2018, CH)
- Gottfried Jäger (* 1937, DE)
- Johann Hermann Jäger (1845–1920, DE)
- Arno Jansen (* 1938, DE)
- Mimmo Jodice (* 1934, IT)
- Zoltán Jókay (* 1960, DE)
- Jan Jörnmark (* 1959, SE)
- Elsbeth Juda (1911–2014, DE/UK)
- Burkhard Jüttner (* 1952, DE)

## K
- Marcus Kaiser (1966, DE)
- Clemens Kalischer (1921–2018, DE)
- Peter Kallwitz (* 1951 DE)
- Shigene Kanamaru (1900–1977, JP)
- Yousuf Karsh (1908–2002, US)
- Thomas Karsten (* 1958, DE)
- Gertrude Käsebier (1852–1934, US)
- Nasrollah Kasraian (* 1944, IR)
- Benjamin Katz (* 1939, DE)
- Ursula Kaufmann (* 1946, DE)
- Kikuji Kawada (* 1933, JP)
- Peter Keetman (1916–2005, DE)
- Joseph Turner Keiley (1869–1914, US)
- Seydou Keita (1923–2001, ML)
- Thomas Kellner (* 1966, DE)
- Eva Kemlein (1909–2004, DE)
- Fritz Kempe (1909–1988, DE)
- Alex Kempkens (* 1942, DE)
- Gudrun Kemsa (* 1961, DE)
- Michael Kenna (* 1953, UK)
- Richard Kern (* 1954, US)
- Michael Kerstgens (* 1960, GB)
- André Kertész (1894–1985, HU/FR/US)
- Edmund Kesting (1892–1970, DE)
- Johan van der Keuken (1938–2001, NL)
- Sven Kierst (* 1958, DE)
- Ihei Kimura (1901–1974, JP)
- Douglas Kirkland (1934–2022, US)
- Thomas Kläber (* 1955, DE)
- William Klein (1926–2022, US/FR)
- Barbara Klemm (* 1939, DE)
- Gustavs Klucis (1895–1938, RU)
- Peter Knapp (* 1931, FR/BE/US)
- Nick Knight (* 1958, UK)
- Michael Koch (* 1973, DE)
- Herlinde Koelbl (* 1939, DE)
- Rudolf Koppitz (1884–1936, DE)
- August Kotzsch (1836–1910, DE)
- Josef Koudelka (* 1938, HU)
- Brigitte Kraemer (* 1954, DE)
- Tilmann Krieg (* 1954, DE)
- Eric Kroll (* 1946, US)
- Hermann Krone (1827–1916, DE)
- Germaine Krull (1897–1985, DE/FR/IN)
- Eckhard Krumpholz (* 1966, DE)
- Heinrich Kühn (1866–1944, DE)

## L
- David LaChapelle (* 1963, US)
- Karl Lagerfeld (1933–2019, DE/FR)
- Gustav Richard Lambert (1846–1907, SG/DE)
- Lois Lammerhuber (* 1952, AT)
- Dorothea Lange (1895–1965, US)
- Karl-Ludwig Lange (* 1949, DE)
- Martin Langer (1956–2022, DE)
- Frans Lanting (* 1951, US)
- Jacques-Henri Lartigue (1894–1986, FR)
- Walter E. Lautenbacher (1920–2000, DE)
- Franz Lazi (1922–1998, DE)
- Gustave Le Gray (1820–1884, FR/EG)
- Henri Le Secq (1818–1882, FR)
- Guy Le Querrec (* 1941, FR)
- Robert Lebeck (1929–2014, DE)
- Annie Leibovitz (* 1949, US)
- Arthur Leipzig (1918–2014, US)
- Saul Leiter (1923–2013, US)
- Heinz Leitermann (1931–2016, DE)
- Jochen Lempert (* 1958, DE)
- Erna Lendvai-Dircksen (1883–1962, DE)
- Gita Lenz (1910–2011, US)
- Helmar Lerski (1871–1956, DE/PS/CH)
- Erich Lessing (1923–2018, AT)
- Matthias Leupold (* 1959, DE)
- Sherrie Levine (* 1947, US)
- Leon Levinstein (1910–1988, US)
- Helen Levitt (1913–2009, US)
- Patrick Lichfield (1939–2005, UK)
- Peter Liedtke (* 1959, DE)
- Peter Lindbergh (1944–2019, DE/FR/US)
- El Lissitzky (1890–1941, RU/DE)
- Herbert List (1903–1975, DE)
- Bernd Lohse (1911–1996, DE)
- Albert Londe (1858–1917, FR)
- Eli Lotar (1905–1969, FR)
- Auguste und Louis Lumière (1862–1954/1864–1948, FR)
- George Platt Lynes (1907–1955, US)

## M
- Dora Maar (1907–1997, FR)
- Ulrich Mack (1934–2024, DE)
- Madame d’Ora (1881–1963, DE)
- Andreas Magdanz (* 1963, DE)
- Ute Mahler (* 1949, DE)
- Eva Mahn (* 1947, DE)
- Karl Heinz Mai (1920–1964, DE)
- Vivian Maier (1926–2009, US)
- Gerard Malanga (* 1943, US)
- Teobert Maler (1842–1917, MX)
- Felix H. Man (1893–1985, DE/UK)
- Julien Mandel (um 1893 – nach 1945, F/BR)
- Guido Mangold (* 1934, DE)
- Sally Mann (* 1951, US)
- Harald Mante (* 1936, DE)
- Robert Mapplethorpe (1946–1989, US)
- Fosco Maraini (1912–2004, IT)
- Charlotte March (1930–2005, DE)
- Elli Marcus (1899–1977, DE/FR/US)
- Étienne-Jules Marey (1830–1904, FR)
- Mary Ellen Mark (1940–2015, US)
- Oliver Mark (1963, DE)
- Chris Marker (1921–2012, US)
- Simon Marsden (1948–2012, UK)
- Michael Martin (* 1963, DE)
- Pjetër, Kel und Gegë Marubi (1834–1905/1870–1940/1909–1984, AL)
- Peter Mathis (* 1961, AT)
- Reinhard Matz (* 1952, DE)
- Emil Mayer (1871–1938, AT)
- Willy Maywald (1907–1985, DE)
- Will McBride (1931–2015, DE)
- Linda McCartney (1941–1998, US)
- Don McCullin (* 1935, US)
- Steve McCurry (* 1950, US)
- Ryan McGinley (* 1977, US)
- Ralph Eugene Meatyard (1925–1972, US)
- Jörg Otto Meier (* 1950, DE)
- Steven Meisel (* 1954, US)
- Susan Meiselas (* 1948, US)
- Roger Melis (1940–2009, DE)
- Arwed Messmer (* 1964)
- Enrique Metinides (1934–2022, MX)
- Adolphe de Meyer (1868–1946, DE/FR)
- Joel Meyerowitz (* 1938, US)
- Duane Michals (* 1932, US)
- Hansel Mieth (1909–1998, US)
- Boris Mikhailov (* 1938, UA)
- Lee Miller (1907–1977, FR)
- Léonard Misonne (1870–1943, BE)
- Ishiuchi Miyako (* 1947, JP)
- Lisette Model (1901–1983, FR/US)
- Tina Modotti (1896–1942, MX)
- Willi Moegle (1897–1989, DE)
- Rasmus Mogensen (* 1974, DK)
- Lucia Moholy (1894–1989, DE/UK)
- László Moholy-Nagy (1895–1946, HU/DE/US)
- Jean Mohr (1925–2018, CH)
- Jean-Baptiste Mondino (* 1949, FR)
- Inge Morath (1923–2002, US)
- Daido Moriyama (* 1938, JP)
- Mark Morrisroe (1959–1989, US)
- Samuel Morse (1791–1872, US)
- Stefan Moses (1928–2018, DE)
- Ugo Mulas (1928–1973, IT/US)
- Konrad R. Müller (1940–2023, DE)
- Andreas Müller-Pohle (* 1951, DE)
- Martin Munkácsi (1896–1963, HU/DE/US)
- Tish Murtha (1956–2013, UK)
- Eadweard Muybridge (1830–1904, UK)
- Carl Mydans (1907–2004, US)

## N
- James Nachtwey (* 1948, US)
- Nadar (Gaspard-Félix Tournachon, 1820–1910, FR)
- Billy Name (1940–2016, US)
- Hans Namuth (1915–1990, DE/US)
- Tom Naumann (* 1967, DE)
- Charles Nègre (1820–1880, FR)
- Shirin Neshat (* 1957, US)
- Josef H. Neumann (* 1953, DE)
- Floris M. Neusüss (1937–2020, DE)
- Arnold Newman (1918–2006, US)
- Helmut Newton (1920–2004, DE/AU)
- Walter Niedermayr (* 1952, IT)
- Anja Niedringhaus (1965–2014, DE)
- Simone Nieweg (* 1962, DE)
- Joseph Nicéphore Niépce (1765–1833, FR)
- Lennart Nilsson (1922–2017, SE)
- Rolf Nobel (* 1950, DE)
- Sonya Noskowiak (1900–1975, US)
- Gabriele Nothhelfer (* 1945, DE)
- Helmut Nothhelfer (* 1945, DE)

## O
- Hildegard Ochse (1935–1997, DE)
- Arnold Odermatt (1925–2021, CH)
- Gabriele Oestreich (* 1961, DE)
- Isolde Ohlbaum (* 1953, DE)
- Arthur Ohler (1883–1973, DE)
- Erwin Olaf (1959–2023, NL)
- Uwe Ommer (* 1943, DE)
- Terry O’Neill (1938–2019, UK)
- Franz K. Opitz (1916–1998, CH)
- Felix Alexander Oppenheim (1819–1898, DE)
- Ana Teresa Ortega (* 1952, ES)

## P
- Hilmar Pabel (1910–2000, DE)
- Marion Palfi (1907–1978, DE/US)
- Helga Paris (1938–2024, DE)
- Trent Parke (* 1971, AU)
- Gordon Parks (1912–2006, US)
- Martin Parr (* 1952, UK)
- Paolo Pellegrin (* 1964, IT)
- Irving Penn (1917–2009, US)
- Gilles Peress (* 1946, FR)
- Nicola Perscheid (1864–1930, DE)
- Walter Peterhans (1897–1960, DE)
- Anders Petersen (* 1944, DE/SE)
- Fritz Peyer (1919–2001, DE)
- John Pfahl (1939–2020, US)
- Secondo Pia (1855–1941, IT)
- Pierre et Gilles (* 1950/1953, FR)
- Jacques Pilartz (1836–1910, DE)
- Angelika Platen (* 1942, DE)
- Platon (* 1968, UK)
- Guglielmo Plüschow (1852–1930, DE/IT)
- Robert Polidori (* 1951, US/FR)
- Fritz Pölking (1936–2007, DE)
- Eliot Porter (1901–1990, US)
- Sergei Prokudin-Gorski (1863–1944, RU)

## Q
- Doris Quarella (1944–1998, CH)
- Erwin Quedenfeldt (1869–1948, DE)
- Edward Quinn (1920–1997, FR)
- Felice Quinto (1929–2010, IT)

## R
- Raghu Rai (* 1942, IN)
- Jim Rakete (* 1951, DE)
- Holly Randall (* 1978, US)
- Suze Randall (* 1946, UK)
- Rankin (* 1966, UK)
- Timm Rautert (* 1941, DE)
- Man Ray (1890–1976, US/FR)
- Tony Ray-Jones (1941–1972, UK)
- Max Regenberg (* 1951, DE)
- Elfriede Reichelt (1883–1953, DE)
- Dirk Reinartz (1947–2004, DE)
- Oscar Gustave Rejlander (um 1813 – 1875, UK)
- Siebrand Rehberg (* 1943, DE)
- Regina Relang (1906–1989, DE)
- Albert Renger-Patzsch (1897–1966, DE)
- Walter Reuter (1906–2005, DE/MX)
- Carl bzw. Charles Reutlinger (1816–1888, DE/FR)
- Bettina Rheims (* 1952, FR)
- Marc Riboud (1923–2016, FR)
- Terry Richardson (* 1965, US)
- Evelyn Richter (1930–2021, DE)
- Ursula Richter (1886–1946, DE)
- Heinrich Riebesehl (1938–2010, DE)
- Leni Riefenstahl (1902–2003, DE)
- Dietmar Riemann (1950, DE)
- Frieda Riess (1890–≈1955, DE)
- Jacob August Riis (1849–1914, US)
- Edith Rimkus-Beseler (1926–2016, DE)
- Herb Ritts (1952–2002, US)
- Manuel Rivera-Ortiz (* 1968, PR/US)
- James Robertson (1813–1888, UK/TR)
- George Rodger (1908–1995, UK)
- Alexander Rodtschenko (1891–1956, RU)
- Franz Roh (1890–1965, DE)
- Stefan Rohner (* 1959, CH)
- Willy Römer (1887–1979, DE)
- Willy Ronis (1910–2009, FR)
- Tata Ronkholz (1940–1997, DE)
- Joe Rosenthal (1911–2006, US)
- Clifford Ross (* 1952, US)
- Renate Rössing (1929–2005, DE)
- Roger Rössing (1929–2006, DE)
- Günter Rössler (1926–2012, DE)
- Martin Rosswog (* 1950, DE)
- Jens Rötzsch (* 1959, DE)
- Charlotte Rudolph (1896–1983, DE)
- Michael Ruetz (1940–2024, DE)
- Thomas Ruff (* 1958, DE)
- Edward Ruscha (* 1937, US)
- Michael A. Russ (* 1945, US)
- Jiří Růžek (* 1967, CZ)

## S
- Gunter Sachs (1932–2011, DE)
- Manfred-Michael Sackmann (* 1952, DE)
- Hans Saebens (1895–1969, DE)
- Sebastião Salgado (1944–2025, BR)
- Erich Salomon (1886–1944, DE)
- August Sander (1876–1964, DE)
- Jörg Sasse (* 1962, DE)
- Jan Saudek (* 1935, CZ)
- Christian Schad (1894–1982, CH/DE)
- Rudolf Schäfer (* 1952, DE)
- Hans Schafgans (1927–2015, DE)
- Ernst Scheidegger (1923–2016, CH)
- Max Scheler (1928–2003, DE)
- Carl Georg Schillings (1865–1921, DE)
- Hans-Christian Schink (* 1961, DE)
- Regina Schmeken (* 1955, DE)
- Bastienne Schmidt (* 1961, DE/US)
- Michael Schmidt (1945–2014, DE)
- Thyra Schmidt (* 1974, DE)
- Hugo Schmölz (1879–1938, DE)
- Karl Hugo Schmölz (1917–1986, DE)
- Franz Schneider (1898–1974, CH)
- Toni Schneiders (1920–2006, DE)
- Harry Schnitger (* 1969, DE)
- Martin Schoeller (* 1968, DE)
- Gotthard Schuh (1897–1969, CH)
- Josef Schulz (* 1966, DE)
- Ursula Schulz-Dornburg (* 1938, DE)
- Gundula Schulze-el-Daoui (* 1952, DE)
- Joachim Schumacher (* 1950, DE)
- F. Albert Schwartz (1836–1906, DE)
- Marcus Schwier (* 1964, DE)
- Pascal Sébah (1823–1886, TR)
- Jacob Seib (1812–1883, DE)
- Friedrich Seidenstücker (1882–1966, DE)
- Allan Sekula (1951–2013, US)
- Andres Serrano (* 1950, US)
- Franz Xaver Setzer (1886–1939, AT)
- Antoin Sevruguin († 1933, IR)
- David Seymour (1911–1956, US)
- Ben Shahn (1898–1969, US)
- Sam Shaw (1912–1999, US)
- Cindy Sherman (* 1954, US)
- Melissa Shook (* 1939–2020, US)
- Stephen Shore (* 1947, US)
- Julius Shulman (1910–2009, US)
- Malick Sidibé (1935/36–2016, ML)
- Jeanloup Sieff (1933–2000, FR)
- Katharina Sieverding (* 1944, DE)
- George Silk (1916–2004, US)
- Michel Sima (1912–1987, FR)
- Taryn Simon (* 1975, US)
- Paul Sinner (1838–1925, DE)
- Aaron Siskind (1903–1991, US)
- Alice Smeets (* 1987, BE)
- W. Eugene Smith (1918–1978, US)
- Gunnar Smoliansky (1933–2019, SE)
- Lord Snowdon (1930–2017, UK)
- Isabel Snyder (US)
- Giorgio Sommer (1834–1914, IT)
- Albert Sands Southworth (1811–1894, US)
- Heidi Specker (* 1962, DE)
- Margherita Spiluttini (1947–2023, AT)
- Alice Springs (1923–2021, FR/MC/US)
- Andy Spyra (* 1984, DE)
- Ulrich Staiger (* 1966, DE)
- Anton Stankowski (1906–1998, DE)
- Edward Steichen (1879–1973, US)
- Otto Steinert (1915–1978, DE)
- Bert Stern (1929–2013, US)
- Joel Sternfeld (* 1944, US)
- Alfred Stieglitz (1864–1946, US)
- Raimund von Stillfried (1839–1911, AT)
- Dennis Stock (1928–2010, US)
- Ezra Stoller (1915–2004, US)
- Sasha Stone (1895–1940, DE)
- Wolf Strache (1910–2001, DE)
- Paul Strand (1890–1976, US)
- Lieselotte Strelow (1908–1981, DE)
- Christer Strömholm (1918–2002, SE)
- Thomas Struth (* 1954, DE)
- Carl Strüwe (1898–1988, DE)
- Roy Stuart (* 1955, US/FR)
- Jock Sturges (* 1947, US)
- Jindřich Štyrský (1899–1942, CS)
- Josef Sudek (1896–1976, CS)
- Hiroshi Sugimoto (* 1948, JP/US)
- Larry Sultan  (1946–2009, US)
- Wolfgang Suschitzky (1912–2016, AT/UK)
- Antanas Sutkus (* 1939, LT)
- Paul Swiridoff (1914–2002, DE)
- John Szarkowski (1925–2007, US)
- Karin Székessy (1938–2025, DE)

## T
- Shinkichi Tajiri (1923–2009, DE/NL)
- William Henry Fox Talbot (1800–1877, UK)
- Lee Tanner (1931–2013, US)
- Gerda Taro (1910–1937, FR/ES)
- Ingo Taubhorn (* 1957, DE)
- Wilfried Täubner (1940–1994, DE)
- Juergen Teller (* 1964, UK)
- Mario Testino (* 1954, UK)
- Katrin Thomas (* 1963, DE)
- John Thomson (1837–1921, UK)
- Miroslav Tichý (1926–2011, CS)
- Rolf Tietgens (1911–1984, DE/US)
- Wolfgang Tillmans (* 1968, DE/UK)
- Waldemar Titzenthaler (1869–1937, DE)
- Herbert Tobias (1924–1982, DE)
- Shōmei Tōmatsu (1930–2012, JP)
- Oliviero Toscani (1942–2025, IT)
- Alfred Tritschler (1905–1970, DE)
- Marie Karoline Tschiedel (1899–1980, AT)
- Edith Tudor-Hart (1908–1973, AT/UK)
- Jakob Tuggener (1904–1988, CH)
- Abisag Tüllmann (1935–1996, DE)
- Lars Tunbjörk (1956–2015, SE)
- Spencer Tunick (* 1967, US)
- David Turnley (* 1955, US)
- Peter Turnley (* 1955, US)

## U
- Jay Ullal (1933–2023, IN/DE)
- Umbo (Otto Umbehr, 1902–1980, DE)
- Mehmet Ünal (* 1951, TR/DE)
- Ellen von Unwerth (* 1954, DE)
- Nick Út (* 1951, VN/US)
- Burk Uzzle (* 1938, US)

## V
- Lette Valeska (1885–1985, DE/US)
- Bénédicte Van der Maar (* 1968, FR)
- Pierre Verger (1902–1996, FR)
- Luigi Veronesi (1908–1998, IT)
- Ica Vilander (1921–2013, DE)
- Roman Vishniac (1897–1990, RU/US)
- Walter Vogel (* 1932, DE)
- Gerhard Vormwald (1948–2016, DE)
- Vanja Vukovic (1971, DE)

## W
- Charlie Waite (* 1949, UK)
- Jeff Wall (* 1946, US)
- Hermann Walter (1838–1909, DE)
- Martin U. Waltz (* 1962, DE)
- Wang Xiaohui (* 1957, DE)
- Nick Waplington (* 1965, UK)
- Andy Warhol (1928–1987, US)
- Carleton Watkins (1829–1916, US)
- Albert Watson (* 1942, US)
- Alex Webb (* 1952, US)
- Antoine Weber (1904–1979, DE)
- Weegee (1899–1968, US)
- Carrie Mae Weems (* 1953, US)
- William Wegman (* 1943, US)
- Andreas Weidner (* 1956, DE)
- Gert Weigelt (* 1943, DE)
- Sabine Weiss (1924–2021, CH/FR)
- Otto Weisser (* 1937, CH)
- Franz-Peter Weixler (1899–1971, DE)
- Wim Wenders (* 1945, DE/US)
- Michael Wesely (* 1963, DE)
- Henry Wessel (1942–2018, US)
- Brett Weston (1911–1993, US)
- Edward Weston (1886–1958, US)
- John Adams Whipple (1822–1891, US)
- Clarence Hudson White (1871–1925, US)
- Minor White (1908–1976, US)
- Kai Wiedenhöfer (1966–2024, DE)
- Charles Paul Wilp (1932–2005, DE)
- Garry Winogrand (1928–1984, US)
- Witkacy (1885–1939, PL)
- Joel-Peter Witkin (* 1939, US)
- Petra Wittmar (* 1955, DE)
- David Wojnarowicz (1954–1992, US)
- German Wolf (1830–1890, DE)
- Michael Wolf (1954–2019, DE/CH/FR)
- Reinhart Wolf (1930–1988, DE)
- Paul Wolff (1887–1951, DE)
- Lothar Wolleh (1930–1979, DE)
- Wols (1913–1951, FR)
- Francesca Woodman (1958–1981, US)
- Reimer Wulf (* 1943, DE)
- Petra Wunderlich (* 1954, DE)
- Benno Wundshammer (1913–1987, DE)
- Sabine Würich (* 1962, DE)
- Max Albert Wyss (1908–1977, CH)

## Y
- Yva (1900–1942, DE)

## Z
- Heinz Zak (* 1958, AT)
- Willy Zielke (1902–1989, DE)
- Heinrich Zille (1858–1929, DE)
- Rudolf Zinggeler (1864–1954, CH)
- Wolfgang Zurborn (* 1956, DE)
- Edwin Zwakman (* 1969, NL)
- Piet Zwart (1885–1977, NL)